# Жуліу Престіс
Жуліу Престіс ді Албукерке (порт. Júlio Prestes de Albuquerque, 15 березня 1882, Ітапетінінга — 9 лютого 1946, Сан-Паулу) — бразильський поет, адвокат і політик. Він був 30-м та останнім президентом штату Сан-Паулу (1927—1930 роки), а також останнім президентом Бразилії, обраним за правилами Старої республіки. Проте він ніколи не зайняв посади президента через революцію 1930 року, що привела до влади Тимчасову хунту на чолі з Жетуліу Варгасом.